# Chaturbate
Chaturbate est un site web pornographique proposant des spectacles érotiques et sexuels en direct, réalisés par des femmes (camgirls), des hommes (camboys), des transgenres ou des couples. Les activités présentées vont du striptease et des discussions érotiques à la masturbation avec des jouets sexuels, ou encore des rapports hétérosexuels, bisexuels ou homosexuels.

## Principe
Chaturbate est un mot-valise composé à partir de chat (bavarder, ici clavarder) et to masturbate (se masturber).
Les visiteurs de ce site peuvent visionner gratuitement les spectacles (à l'exception de la catégorie « Spectacles privés »), et verser de l'argent sous forme de pourboire (token) pour assister à certains actes sexuels effectués en direct et selon ce qu'ils demandent aux modèles. Durant le spectacle, l'exhibitionniste et ses spectateurs peuvent dialoguer par chat, en public (messages visibles par tous les spectateurs) ou par échange privé.
Depuis décembre 2020, les visiteurs ont la possibilité de partager leur propre webcam avec la personne visionnée, mais restant non visibles des autres spectateurs.

## Accès
La création de compte est totalement gratuite. Cependant, pour pouvoir s'exhiber un utilisateur doit prouver sa majorité, en téléchargeant sur le site une pièce d'identité, ainsi qu'une photo de son visage tenant cette pièce d'identité,. À côté de cette fonction gratuite de « membre basique », l'utilisateur peut devenir « membre premium » pour 19,95 $ mensuels (16,40 €), lui offrant ainsi des fonctionnalités supplémentaires telles que messagerie privée, images animées ou personnalisation de l'interface.
Depuis mai 2025, tous les visiteurs doivent prouver leur majorité pour accéder au site, à la suite d'une mise en demeure de l'Autorité de régulation de la communication audiovisuelle et numérique.

## Financement
Le site se rémunère de deux façons :
- en prélevant environ près de 40 % de ce que les exhibitionnistes gagnent[8] ;
- lors de l'achat de jetons (token) par les spectateurs à l'aide de leurs cartes de crédit[9].

En décembre 2017, le site est classé 134e selon le classement Alexa. Environ 4,1 millions de visiteurs uniques fréquentent le site chaque mois,,,,.